# NGC 2334
NGC 2334 é uma galáxia  localizada na direcção da constelação de Lynx. Possui uma declinação de +50° 14' 56" e uma ascensão recta de 7 horas, 11 minutos e 33,6 segundos.
A galáxia NGC 2334 foi descoberta em 2 de Janeiro de 1851 por William Parsons.